# علی قصرالدشتی

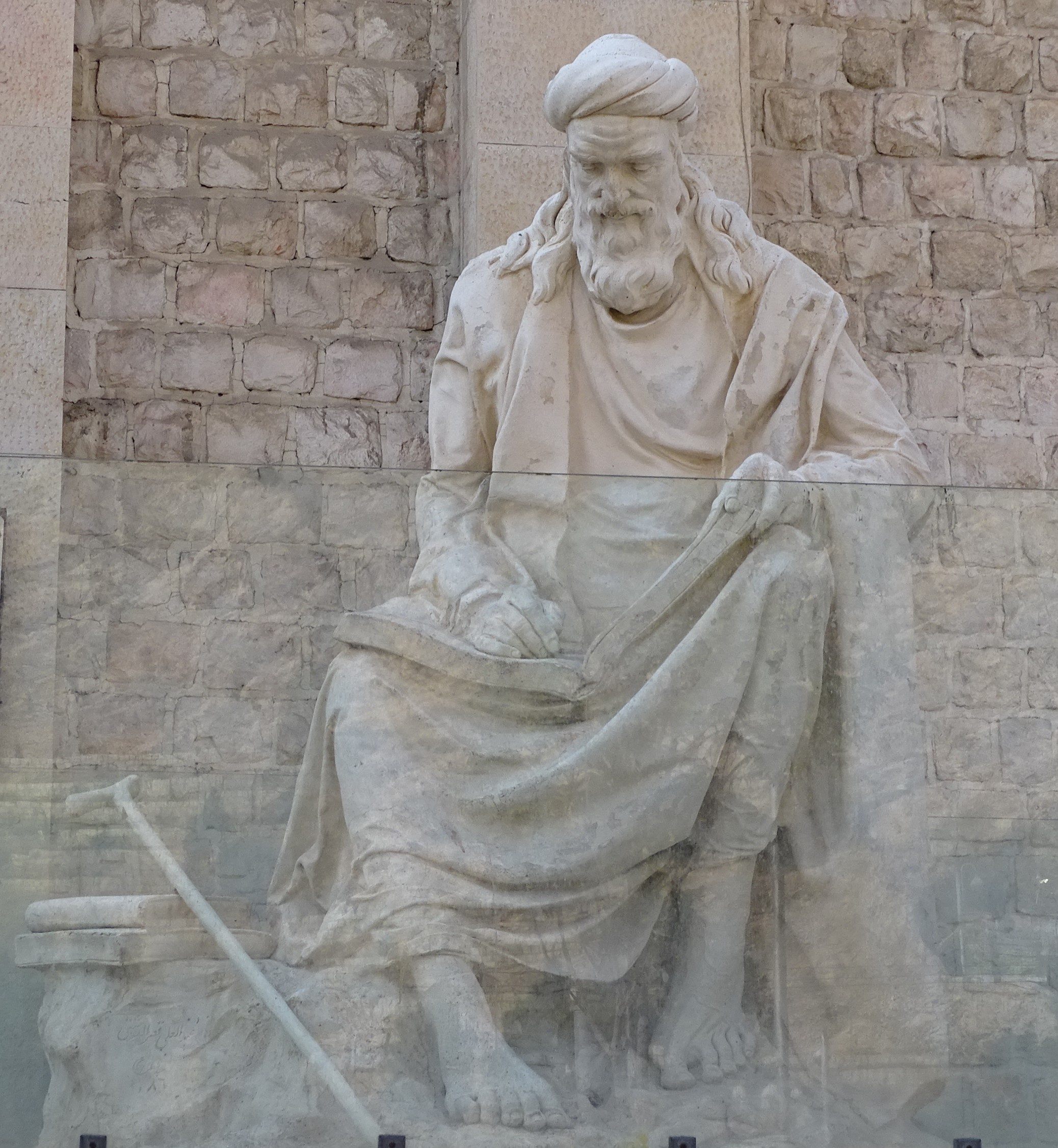
مجسمه خواجوی کرمانی در ورودی آرامگاه وی در شیراز ساخته علی قصرالدشتی

علی قصرالدشتی (زاده ۱۳۵۱) مجسمه‌ساز، مینیاتوریست و نقاش اهل ایران است.

## زندگی
عبدالعلی غنجور قصرالدشتی متولد ۳۱ مرداد ۱۳۵۱ در شیراز است.در خانواده پدر و خواهرش نیز در هنرهای تجسمی فعالیت داشتند. مدرک تحصیلی ایشان دیپلم است.

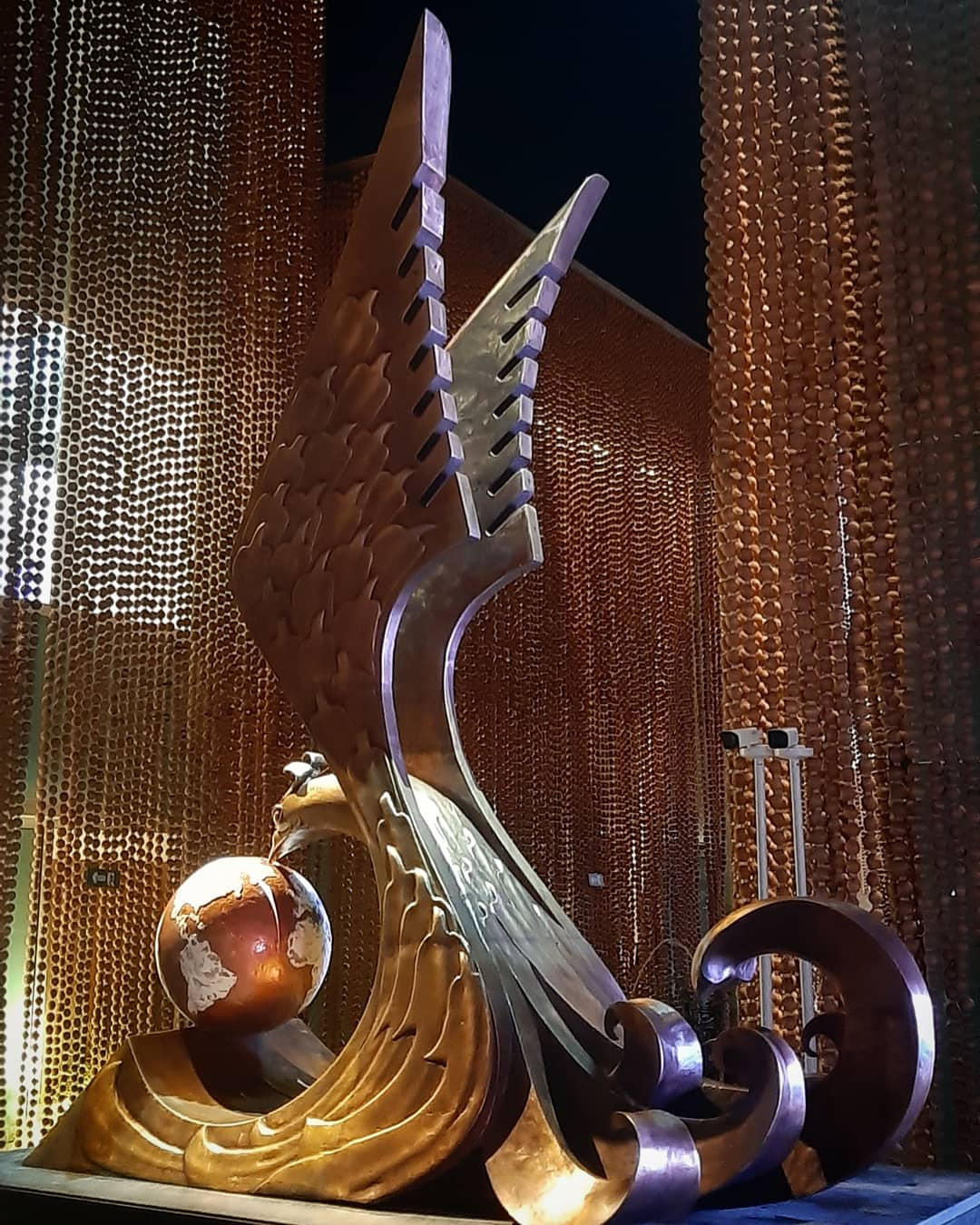
سیمرغ برنزی نماد پاویلیون ایران در اکسپو ۲۰۲۰ دبی

من، در جایگاه یک مجسمه‌ساز، بیش از ۳۵ سال در این رشته هنری فعالیت و بسیاری از بزرگان و مشاهیر سرزمینم را جاودانه کرده‌ام که از جمله آن مجسمه خواجوی کرمانی است؛ چنان‌که هرکس به شیراز وارد شود و گزارش به دروازه قرآن بیفتد، در محل ورودی مقبره خواجو، تندیس او را خواهید دید و بی‌گمان، چهره خواجو در ذهنش ثبت می‌شود؛ اما چالشی بزرگ بر سر راه مجسمه‌سازان وجود دارد و آن، چندوجهی‌بودن شخصیت حافظ و رندی اوست که شرایط را پیچیده می‌کند.

مصاحبه قصرالدشتی با ایبنا

## فعالیت حرفه ای
قصرالدشتی از سال ۱۳۶۴ فعالیت هنری را به‌طور حرفه ای آغاز کرد و آموزش سبک‌های هنری در زمینه نقاشی را زیر نظر افرادی چون شهریار زارع و صابر آموخت و رشته نگارگری را زیر نظر علی اصغر تجویدی فرا گرفت. او در سال ۱۳۸۱ برای سفری تحقیقاتی به فرانسه اعزام شد.
تاکنون بیش از ۵۰ اثر هنر حجمی را در فضاهای شهری در ایران، لندن و هامبورگ اجرا کرده است. ساخت مجسمه‌های خواجوی کرمانی، سردیس کریم خان زند در مجموعه زندیه، ملاصدرا، حافظ، سعدی، فردوسی در برازجان، مجسمه صخره نوردان در بزرگراه آیت‌الله حسینی الهاشمی، مجسمه عروج در کیش و آب‌نمای میدان پارسه شیراز از جمله فعالیت‌های هنری شاخص او می‌باشد.
از دیگر آثار وی می‌توان به آثار حجمی در شیراز چون نماد سنگی صخره‌های مدرن واقع در لوپ پل جهاد صنایع، مجسمه فلزی و مدرن رهایی در چهارراه زمزم، مجسمه پست مدرن میرزای شیرازی پل معالی آباد، مجسمه پست مدرن پرتره علیرضا عطروش، مجسمه سمبولیک عروج شهدا، مجسمه مدرن برنزی انتظار، مجسمه انتزاعی برنزی مادر، مجسه مدرن فرصت الدوله شیرازی از جنس فلز، مجسمه مدرن خلیج فارس، مجسمه‌های سیمرغ، خانواده، لیلی و مجنون، صندلی انتظار در ورودی فرودگاه بین‌المللی شیراز، مجسمه مصطفی چمران در بلوار چمران، نیم تنه میرزایی شیرازی در کتابخانه میرزایی شیرازی، مجسمه معلم در مرودشت اشاره کرد.
مجسمه مخدوم‌قلی فراغی ساخته شده به مناسبت هفته فرهنگ و اقتصاد ایران - ترکمنستان در موزه هنرهای تجسمی ترکمنستان، مجسمه سعدی در نانجینگ چین، تابلو آفرینش در موزه موناکو، آثاری در امارات متحده عربی، آثار حجمی در لندن و آثار حجمی در آلمان از جمله آثار او در خارج از ایران هستند.

### آثار شاخص
مجسمه خواجو کرامی
این مجسمه از اولین مجسمه‌های شهری شیراز است که تأیید اولیه برای ساخت آن در سال ۱۳۸۴ از شهرداری گرفته شد و در تنگه الله اکبر کنار دروازه قرآن، ورودی شهر اجرا شده است.
مجسمه صخره نوردان
در ساخت این اثر از ساختمان فلزی و فایبرگلاس استفاده شده و دارای ابعادی معادل دو برابر ساختار انسانی است. این اثر از نمادهای پارک کوهستانی دراک می‌باشد. ساخت این اثر یک سال به طول انجامیده است.
سردیس سعدی
این سردیس برنزی به ارتفاع یک متر از سعدی در باغ جهان‌نما نصب شده است. نسخه کپی این اثر در پارک بین‌المللی دوستی شهر نانجینگ چین که خواهر خوانده شهر شیراز است قرار دارد.
پرفورمنس آرت آفرینش
پرفورمنس آرت آفرینش اثری تلفیقی از موسیقی زنده و بداهه نوازی، نقاشی با پاشش رنگ، نورپردازی و نما است که سال ۱۳۹۶ در تالار حافظ شیراز اجرا شد. پیشنهاد ثبت ملی این اثر توسط دانشگاه هنر تهران داد شده است. رضا خدادادی، نقاش و مجسمه در مورد این اثر می‌گوید: پرفورمر تلاش کرده به دور از ادا و اطوارهای مرسوم اثر خود را به مخاطب عرضه کند و بدین ترتیب ضمن ستایش پرفورمنس آفرینش آن را یکی از موفق‌ترین نمونه‌های پرفورمنس آرت در ایران دانست.
مجسمه نمادین سیمرغ
به عنوان نماد کشور ایران در ورودی پاویون ایران در نمایشگاه اکسپو ۲۰۲۰ دبی اجرا شد. این مجسمه از جنس برنز و با وزن ۳۵۰ کیلوگرم و ارتفاع ۲متر ساخته شده است
سردیس رحیم هودی
این سردیس که متعلق به رحیم هودی بازیگر سرشناس تئاتر و سینما از مقابل تالار حافظ به سرقت رفت و بعدی از مدتی به صورت تخریب شده در یک محل بازیافت کشف شد.

### فهرست آثار
| نام اثر               | محل نصب                                 | سال اجرا |                  |
| --------------------- | --------------------------------------- | -------- | ---------------- |
| مجسمه عروج            | میدان بسیج، کیش                         | ۱۳۷۷     | به ارتفاع ۱۵ متر |
| آبنمای میدان پارسه    | میدان پارسه، شیراز                      | ۱۳۸۳     |                  |
| سردیس کریمخان زند     | موزه پارسه                              | ۱۳۸۶     |                  |
| مجسمه خواجوی کرمانی   | دروازه قرآن مقبره خواجو کرمانی، شیراز   | ۱۳۸۶     |                  |
| پیکره سنگی فردوسی     | میدان فردوسی، برازجان                   | ۱۳۸۷     |                  |
| مجسمه رهایی           | چهارراه زمزم، شیراز                     | ۱۳۹۲     |                  |
| اثر مینیمال صخره‌ها    | پل بزرگراه دکتر حسابی، شیراز            | ۱۳۹۳     |                  |
| مجسمه کوهنوردان       | پارک دراک، بلوار حسینی الهاشمی، شیراز   | ۱۳۹۳     |                  |
| صندلی خانواده         | کیش و شیراز                             | ۱۳۹۳     |                  |
| صندلی انتظار          | کیش و شیراز                             | ۱۳۹۳     |                  |
| مجسمه خانواده         | ساحل کشتی یونانی، کیش                   | ۱۳۹۴     |                  |
| المان قاصدک           | کیش و شیراز                             | ۱۳۹۴     |                  |
| اسب املش              | کیش و شیراز                             | ۱۳۹۴     |                  |
| آلمان دوچرخه سوار     | کیش و شیراز                             | ۱۳۹۴     |                  |
| صندلی پرواز           | شیراز                                   | ۱۳۹۵     |                  |
| مجسمه مختوم قلی خان   | عشق آباد، ترکمنستان                     | ۱۳۹۶     |                  |
| پرفورمنس آفرینش       | تالار حافظ، شیراز                       | ۱۳۹۶     |                  |
| سردیس رحیم هودی       | روبروی تالار حافظ، شیراز                | ۱۳۹۷     |                  |
| سردیس سعدی            | پارک نانجینگ چین                        | ۱۳۹۸     |                  |
| صندلی بز املش         | بلوار چمران، شیراز                      | ۱۳۹۸     |                  |
| مجسمه‌های پارک نانجینگ | چین                                     | ۱۳۹۸     |                  |
| مجسمه سیمرغ           | پاویون ایران در نمایشگاه اکسپو ۲۰۲۰ دبی | ۱۴۰۰     |                  |